# Dubai International 2019
Die Dubai International 2019 im Badminton fanden vom 16. bis zum 20. Oktober 2019 in Dubai statt.

## Sieger und Platzierte
| Disziplin    | Gold                                | Silber                        | Bronze                              |
| ------------ | ----------------------------------- | ----------------------------- | ----------------------------------- |
| Herreneinzel | Kodai Naraoka                       | Yusuke Onodera                | Chirag Sen                          |
| Herreneinzel | Kodai Naraoka                       | Yusuke Onodera                | Kunlavut Vitidsarn                  |
| Dameneinzel  | Mako Urushizaki                     | Rituparna Das                 | Jaslyn Hooi                         |
| Dameneinzel  | Mako Urushizaki                     | Rituparna Das                 | Qi Xuefei                           |
| Herrendoppel | Keiichiro Matsui Yoshinori Takeuchi | Shia Chun Kang Tan Boon Heong | Vladimir Ivanov Ivan Sozonov        |
| Herrendoppel | Keiichiro Matsui Yoshinori Takeuchi | Shia Chun Kang Tan Boon Heong | Philip Illum Klindt Mads Thøgersen  |
| Damendoppel  | Rin Iwanaga Kie Nakanishi           | Alexandra Bøje Mette Poulsen  | Ekaterina Bolotova Alina Davletova  |
| Damendoppel  | Rin Iwanaga Kie Nakanishi           | Alexandra Bøje Mette Poulsen  | Anastasiia Akchurina Olga Morozova  |
| Mixed        | Rodion Alimov Alina Davletova       | Kim Sa-rang Kim Ha-na         | Mathias Christiansen Alexandra Bøje |
| Mixed        | Rodion Alimov Alina Davletova       | Kim Sa-rang Kim Ha-na         | Dhruv Kapila J. Meghana             |